# 安格尔西岛

安格尔西岛郡的位置

安格尔西郡（英語：Isle of Anglesey），是英国威尔士西北部一岛屿，隔梅奈海峡与大不列颠岛相邻，面积715平方公里，人口69,751人（2011年人口普查），语言主要是威尔士语。安格尔西岛是威尔士第一大岛，也是英国第五大岛，以及愛爾蘭海第二大島（僅次於曼島）。